# Liste der Monuments historiques in Vany
Die Liste der Monuments historiques in Vany führt die Monuments historiques in der französischen Gemeinde Vany auf.

## Liste der Bauwerke
| Bezeichnung    | Beschreibung                                                                   | Standort                                    | Kennzeichnung | Schutzstatus | Datum | Bild           |
| -------------- | ------------------------------------------------------------------------------ | ------------------------------------------- | ------------- | ------------ | ----- | -------------- |
| Croix de Louve | auch Croix aux trois Jambes ; 1445 vom Metzer Patrizier Nicole Louve errichtet | Villers-l’Orme, route de Bouzonville (Lage) | PA00107021    | Classé       | 1896  | weitere Bilder |